# 스티븐 시걸의 본 투 레이즈 헬
스티븐 시걸의 본 투 레이즈 헬(Born To Raise Hell)은 미국에서 제작된 라우로 차트랜드 감독의 2010년 액션 영화이다. 스티븐 시걸 등이 주연으로 출연하였고 필립 B. 골드핀 등이 제작에 참여하였다.

## 출연

### 주연
- 스티븐 시걸
- 댄 바다로

### 조연
- 다렌 샤라비
- D. 닐 마크
- 조지 리미스
- 클라우디우 블레옹
- 칼린 푸이아
- 콘스탄틴 바불리스쿠
- 일라이어스 퍼킨
- 플로리안 김푸
- 졸탄 버턱
- 이안 이오네스쿠
- 마리우스 치부

## 제작진
- 공동제작: 제프 그린
- 공동제작: 조 핼핀
- 미술: 서반 포럽카
- 세트: 안드레아 카자쿠
- 의상: 애너 마리아 쿠쿠
- 배역: 플로리엘라 그라피니